# Tvigrunden
Tvigrunden är skär i Åland (Finland). De ligger i Skärgårdshavet och i kommunen Kumlinge i landskapet Åland, i den sydvästra delen av landet. Öarna ligger omkring 55 kilometer nordöst om Mariehamn och omkring 240 kilometer väster om Helsingfors.
Arean för den av öarna koordinaterna pekar på är 1 hektar och dess största längd är 150 meter i nord-sydlig riktning. Runt Tvigrunden är det mycket glesbefolkat, med 5 invånare per kvadratkilometer.. Närmaste större samhälle är Brändö, 19,6 km öster om Tvigrunden.